# Monobrother
Monobrother ist ein österreichischer Hip-Hop Musiker aus Wien. Er ist in Wien-Leopoldstadt und Wieselburg aufgewachsen. Im Jahr 2014 war er für den Amadeus Austrian Music Award in der Kategorie HipHop/R'n'B nominiert und lehnte die Nominierung neben den Künstlern HVOB und Naked Lunch in einem öffentlichen Statement auf Facebook ab.
Der Schlagersänger und Schauspieler Jörg Maria Berg war sein Großvater.

## Diskografie

### Alben
- 2009: Haschgiftspritzer, Boombokkz
- 2012: Unguru, Honigdachs
- 2019: Solodarität, Honigdachs
- 2023: Mir geht's um die Menschen, Honigdachs